# Семплирование по Гиббсу
Семплирование по Гиббсу — алгоритм для генерации выборки совместного распределения множества случайных величин. Он используется для оценки совместного распределения и для вычисления интегралов методом Монте-Карло. Этот алгоритм является частным случаем алгоритма Метрополиса-Гастингса и назван в честь физика Джозайи Гиббса.
Семплирование по Гиббсу замечательно тем, что для него не требуется явно выраженное совместное распределение, а нужны лишь условные вероятности для каждой переменной, входящей в распределение. Алгоритм на каждом шаге берет одну случайную величину и выбирает её значение при условии фиксированных остальных. Можно показать, что последовательность получаемых значений образуют возвратную цепь Маркова, устойчивое распределение которой является как раз искомым совместным распределением.
Применяется семплирование по Гиббсу в тех случаях, когда совместное распределение случайных величин очень велико или неизвестно явно, но условные вероятности известны и имеют простую форму. Семплирование по Гиббсу особенно хорошо используется для работы с апостериорной вероятностью в байесовских сетях, поскольку в них заданы все необходимые условные вероятности.

## Алгоритм
Пусть есть совместное распределение {\displaystyle p(x_{1},...,x_{d})} для {\displaystyle d} случайных величин, причём {\displaystyle d} может быть очень большим. Пусть на шаге {\displaystyle t} мы уже выбрали какое-то значение {\displaystyle X=\{x_{i}^{t}\}}. На каждом шаге делаются следующие действия:
1. Выбирается индекс {\displaystyle i:(1\leq i\leq d}).
2. {\displaystyle x_{i}^{t+1}} выбирается по распределению {\displaystyle p(x_{i}|x_{1}^{t},...,x_{i-1}^{t},x_{i+1}^{t},...,x_{d}^{t})}, а для остальных индексов значение не меняется: {\displaystyle x_{j}^{t+1}=x_{j}^{t}} (j≠i).

На практике обычно индекс выбирают не случайно, а последовательно. Алгоритм прост и не требует никаких специальных знаний и предположений, поэтому он популярен.

## Пример
Пусть есть совместное распределение {\displaystyle p(x_{1},x_{2},x_{3})} из трех случайных величин, каждая из которых находится в диапазоне от 0 до 10.
Примем, что первоначальное значение вектора, от которого начнется итерационный процесс, будет {\displaystyle X=\{5,2,7\}}.
Далее фиксируем {\displaystyle x_{2}} и {\displaystyle x_{3}}, после чего рассчитываем по известной заранее формуле условную вероятность {\displaystyle p(x_{1}|x_{2},x_{3})}, то есть {\displaystyle p(x_{1}|x_{2}=2,x_{3}=7)}, получая некоторый график плотности вероятности от переменной {\displaystyle x_{1}}. То, что изначально {\displaystyle x_{1}} мы положили равным 5, забываем, больше это значение не понадобится.
Теперь необходимо выполнить семплирование — сгенерировать новое случайное значение для {\displaystyle x_{1}} в соответствии с полученной плотностью вероятности. Семплирование можно сделать, например, по алгоритму выборки с отклонением. Для этого генерируется случайное число с равномерным распределением от 0 до 10, после чего для этого сгенерированного числа вычисляется его вероятность по графику плотности вероятности {\displaystyle p(x_{1}|x_{2}=2,x_{3}=7)}.
Например, пусть сгенерировалось случайное число 4 и по графику плотности его вероятность равна 0.2. Тогда, в соответствии с алгоритмом выборки с отклонением, мы принимаем это сгенерированное число с вероятностью 0.2. А для этого, в свою очередь, генерируем ещё одно случайное число от 0 до 1 с равномерным распределением, и, если сгенерировалось число меньше 0.2, то мы принимаем число 4 как успешное. Иначе повторяем сначала — генерируем ещё одно число (например выпадает 3), для него находим вероятность (например, 0.3), для него генерируем ещё число от 0 до 1 (например, 0.1) и тогда уже принимаем окончательно, что на этой итерации {\displaystyle x_{1}=3}.
Далее необходимо повторить все действия выше с величиной {\displaystyle x_{2}}, причём {\displaystyle x_{1}} мы уже используем «новое» — в нашем примере равное 3. Так, рассчитываем плотность вероятности {\displaystyle p(x_{2}|x_{1}=3,x_{3}=7)}, генерируем снова случайное число на роль кандидата нового значения {\displaystyle x_{2}}, делаем выборку с отклонением и повторяем её в случае, если значение «отклонено».
Аналогично действия повторяются для {\displaystyle x_{3}} с новыми значениями {\displaystyle x_{1}} и {\displaystyle x_{2}}. Первая итерация алгоритма семплирования по Гиббсу завершена. Через несколько сотен/тысяч таких итераций случайные значения должны прийти к максимуму своей плотности, который может быть расположен достаточно далеко от нашего первого приближения {\displaystyle X=\{5,2,7\}} и семплироваться в той области. Дальнейшая тысяча итераций может уже использоваться по назначению (для поиска математического ожидания, например) как образец значений искомого распределения, не зависящих от первоначального вектора {\displaystyle X=\{5,2,7\}}.